# Lac d’Orient
Der Lac d’Orient (dt. Orient-See) ist ein künstlicher See im Regionalen Naturpark Forêt d’Orient in der Region Grand Est in Frankreich. Er ist der größte See des Naturparks und der drittgrößte künstliche See Frankreichs.

## Geschichte
Der See wurde 1966 eingeweiht und ist mit zwei Kanälen mit der Seine verbunden. Er soll als Rückhaltebecken dienen bzw. zur Aufrechterhaltung der Schifffahrt bei Niedrigwasser.
Seit 1986 stehen die drei künstlichen Seen des Naturparks und die umgebenden Wälder und Wiesen als Natura 2000-Gebiet unter Schutz.

## Freizeit
Als Tourismusort kann im See gebadet und gesegelt werden.

## Weblinks

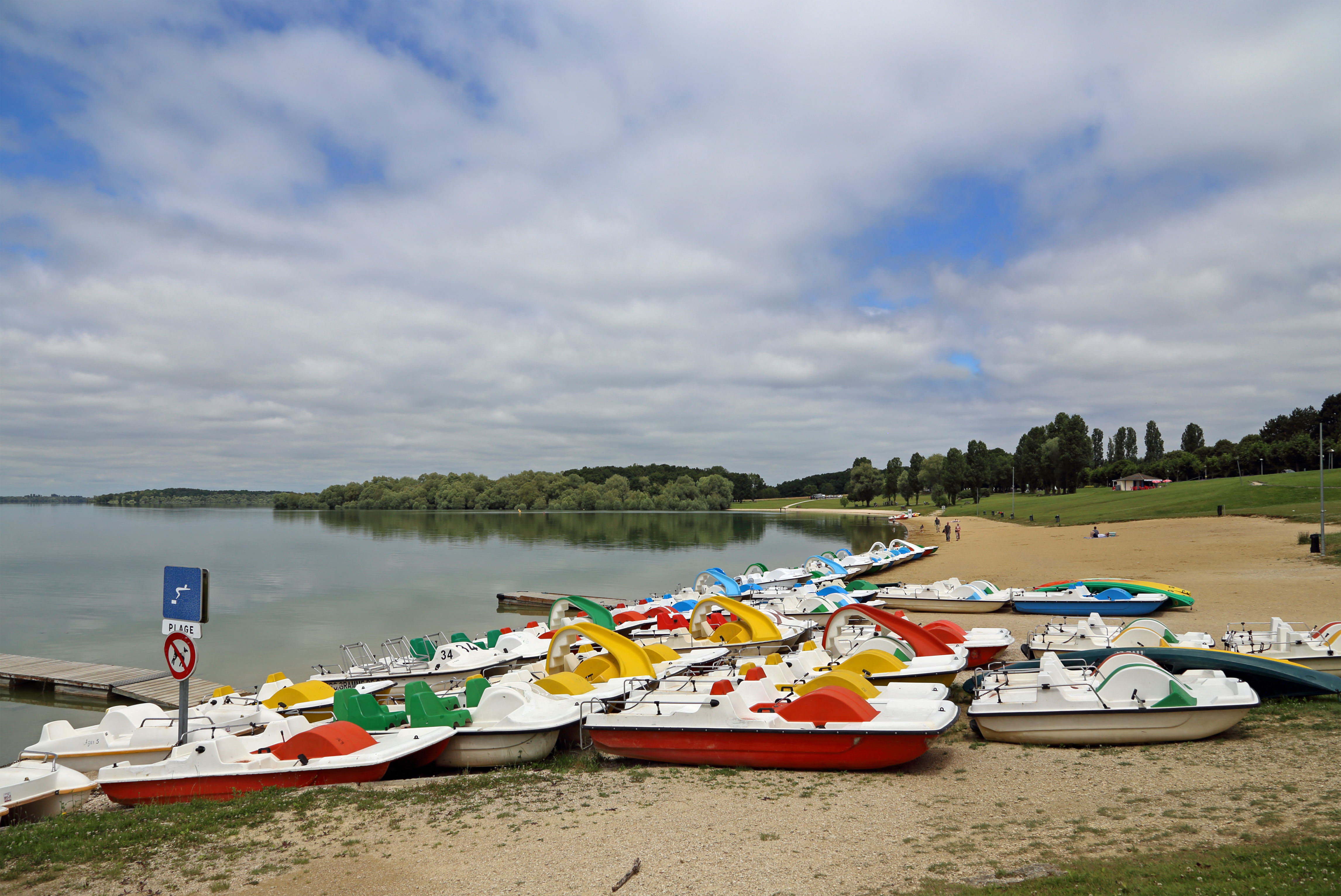
Tretboote am Ufer